# Choi Youn-ok
Choi Youn-ok (ur. 23 kwietnia 1985) – południowokoreańska siatkarka, reprezentantka kraju, grająca jako rozgrywająca. Obecnie występuje w drużynie Korea Highway Corp.